# Roberto Benzi
Roberto Benzi (Marsiglia, 12 dicembre 1937) è un direttore d'orchestra e pianista italiano naturalizzato francese.

## Biografia
Nacque a Marsiglia da genitori italiani. Trasferitosi con la famiglia in Italia, prese lezioni di piano dal padre; quindi proseguì gli studi con André Cluytens a Parigi.
Bambino prodigio, debuttò come pianista a Bayonne a dieci anni e iniziò la carriera direttoriale a undici dirigendo un'orchestra parigina. Nel 1950 e nel 1953 recitò, nel ruolo principale, come attore e musicista, in Prélude à la gloire e L'Appel du destin di Georges Lacombe.
Il suo primo incarico di rilievo fu nel 1959 quando diresse la Carmen all'Opéra de Paris. Nel corso della sua carriera, diresse le maggiori orchestre a Parigi e a Londra, in Belgio, Svizzera, Italia ed America; dal 1972 al 1987 fu direttore dell'Orchestre National Bordeaux Aquitaine.
Georges Perec lo omaggiò nel centoventesimo dei 480 souvenirs di Je me souviens: «Je me souviens des deux films de Roberto Benzi».

## Filmografia

### Attore
- Prélude à la gloire, regia di Georges Lacombe (1950)
- L'Appel du destin, regia di Georges Lacombe (1953)